# Fodros rezgőgomba
A fodros rezgőgomba (Tremella foliacea) a rezgőgombafélék családjába tartozó, a korhadó faanyagot lebontó taplógombákon élősködő, ehető gombafaj.

## Megjelenése
A fodros rezgőgomba termőteste 3-20 cm-es, alakja kezdetben korongszerű, de hamarosan megnő és szabálytalanul fodros, hullámos, levélszerű lebenyekből összetetté válik. Színe sötét borostyánszínű vagy vörösesbarna, néha okkersárgás árnyalatú. Kiszáradva csaknem feketésbarnás, szaruszerű kéreggé zsugorodik össze.
Állaga fiatalon rugalmas, kocsonyás. Íze és szaga nem jellegzetes.
Spórapora fehér. Spórája közel gömb alakú vagy széles ellipszoid, felszíne sima, fala vékony, mérete 6,5-10 x 4,5-8 µm.

### Hasonló fajok
Hasonlít hozzá a korhadó fenyőtörzseken növő sárgás mirigygomba, valamint az élénksárga színű aranyos rezgőgomba.

## Elterjedése és termőhelye
Az egész világ mérsékelt övi zónáiban elterjedt faj. Magyarországon nem gyakori.
Lombos fák (főleg bükk, nyír, májusfa, kőris) lehullott ágain, korhadó törzsén található meg. Egész évben terem. A fodros rezgőgomba maga nem bontja a fa anyagát, hanem a korhasztó Stereum (pl. borostás réteggomba) taplógombafajok parazitája.  
Ehető, de ízetlen gomba, rövid ideig blansírozva salátaként fogyasztható.

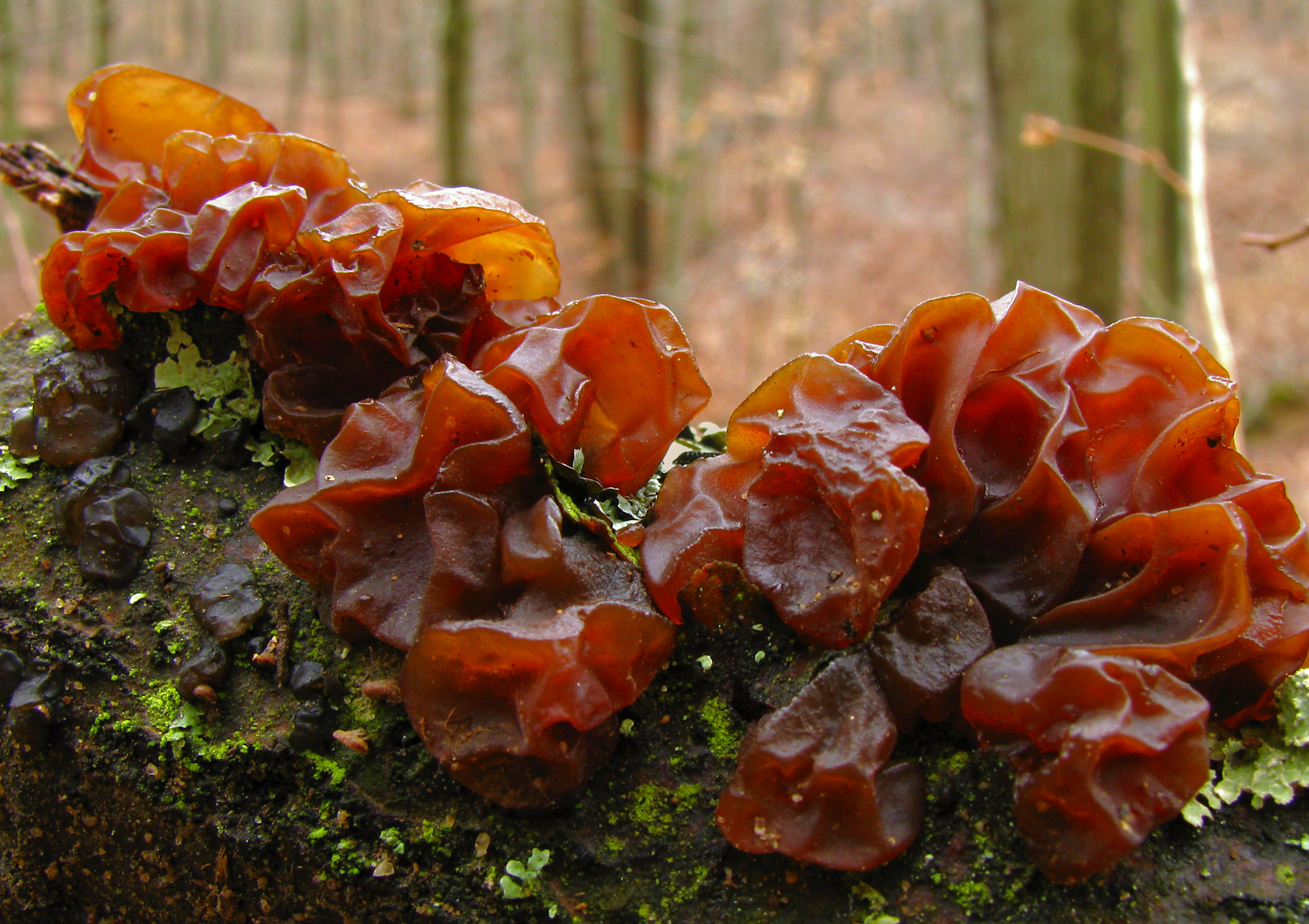
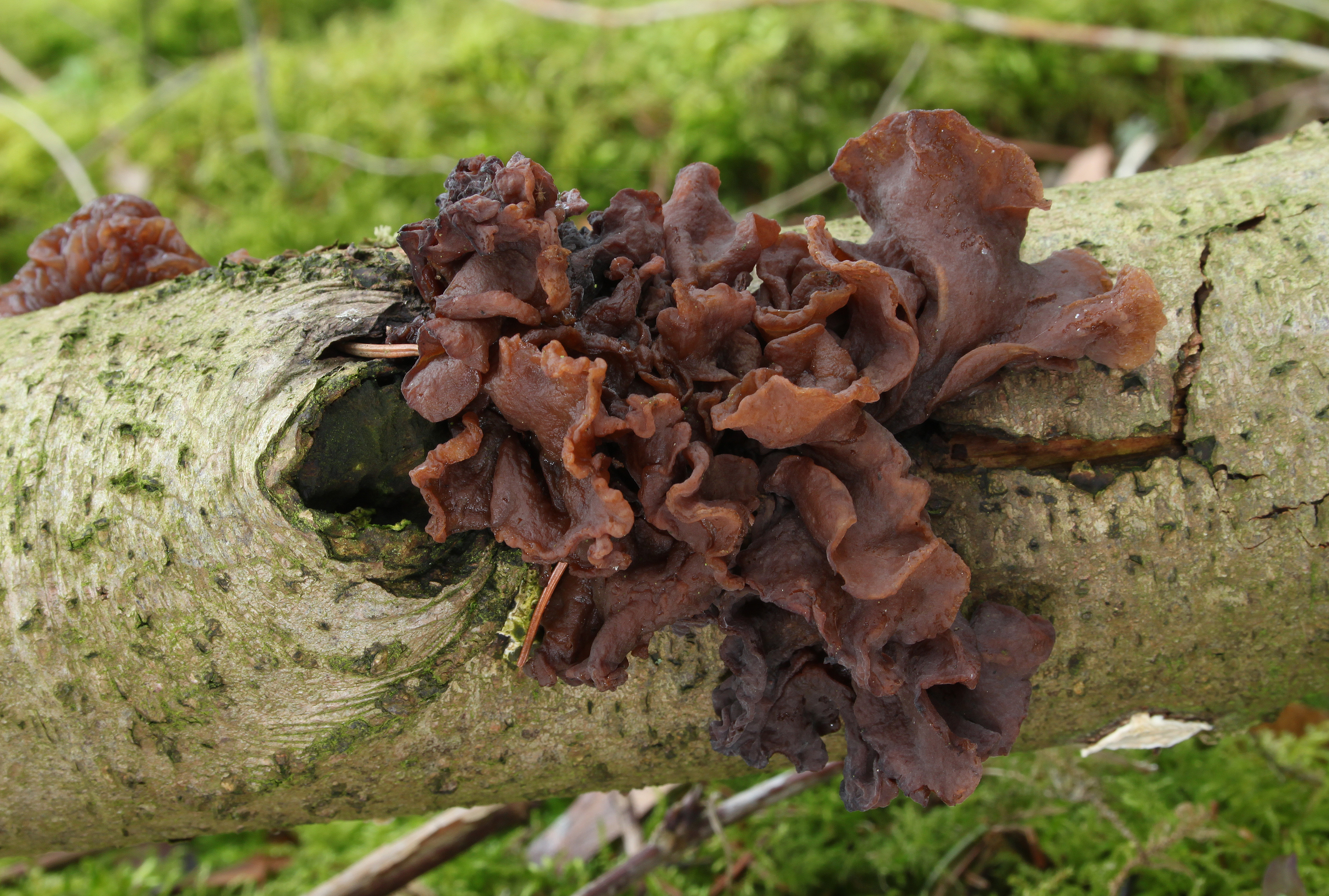
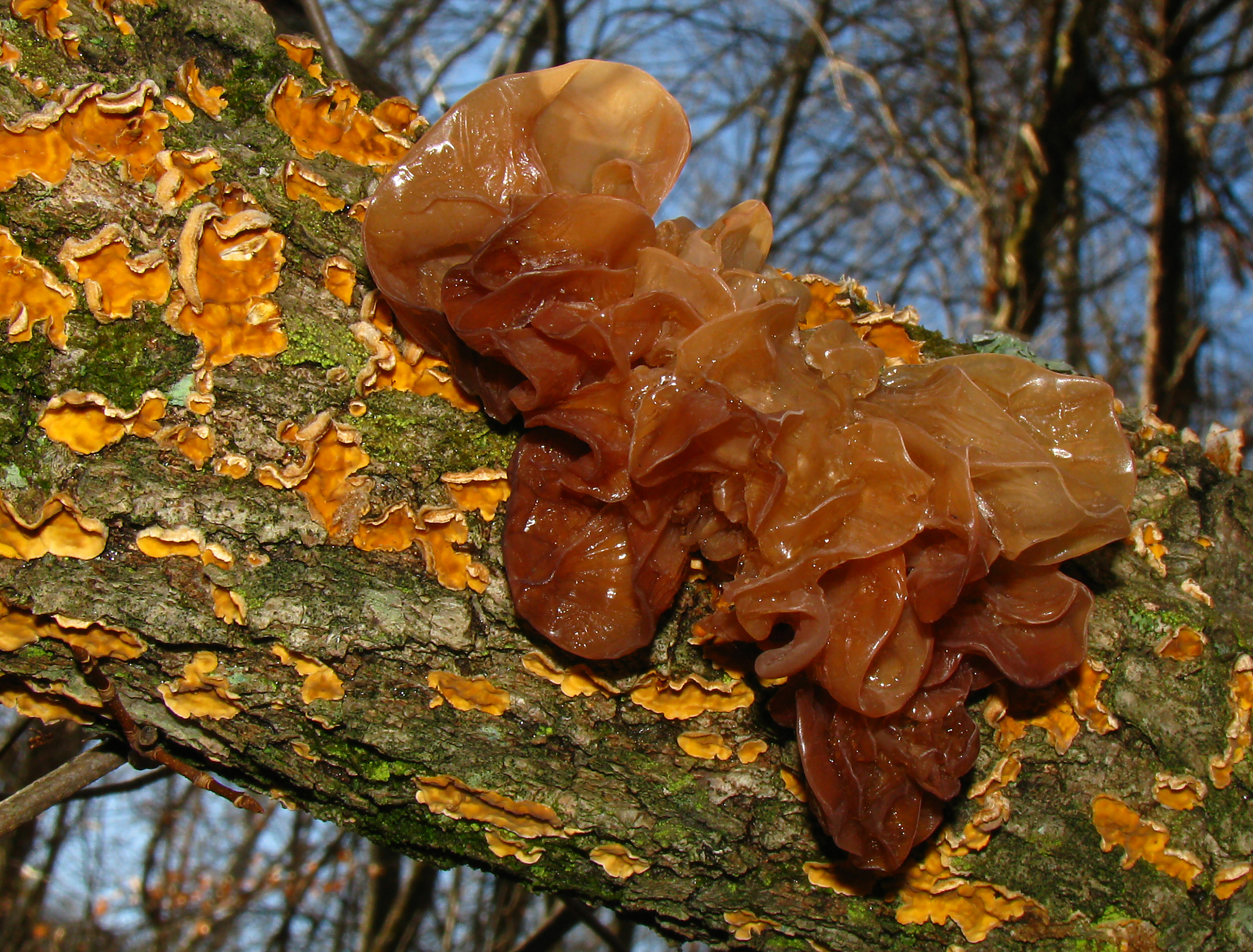
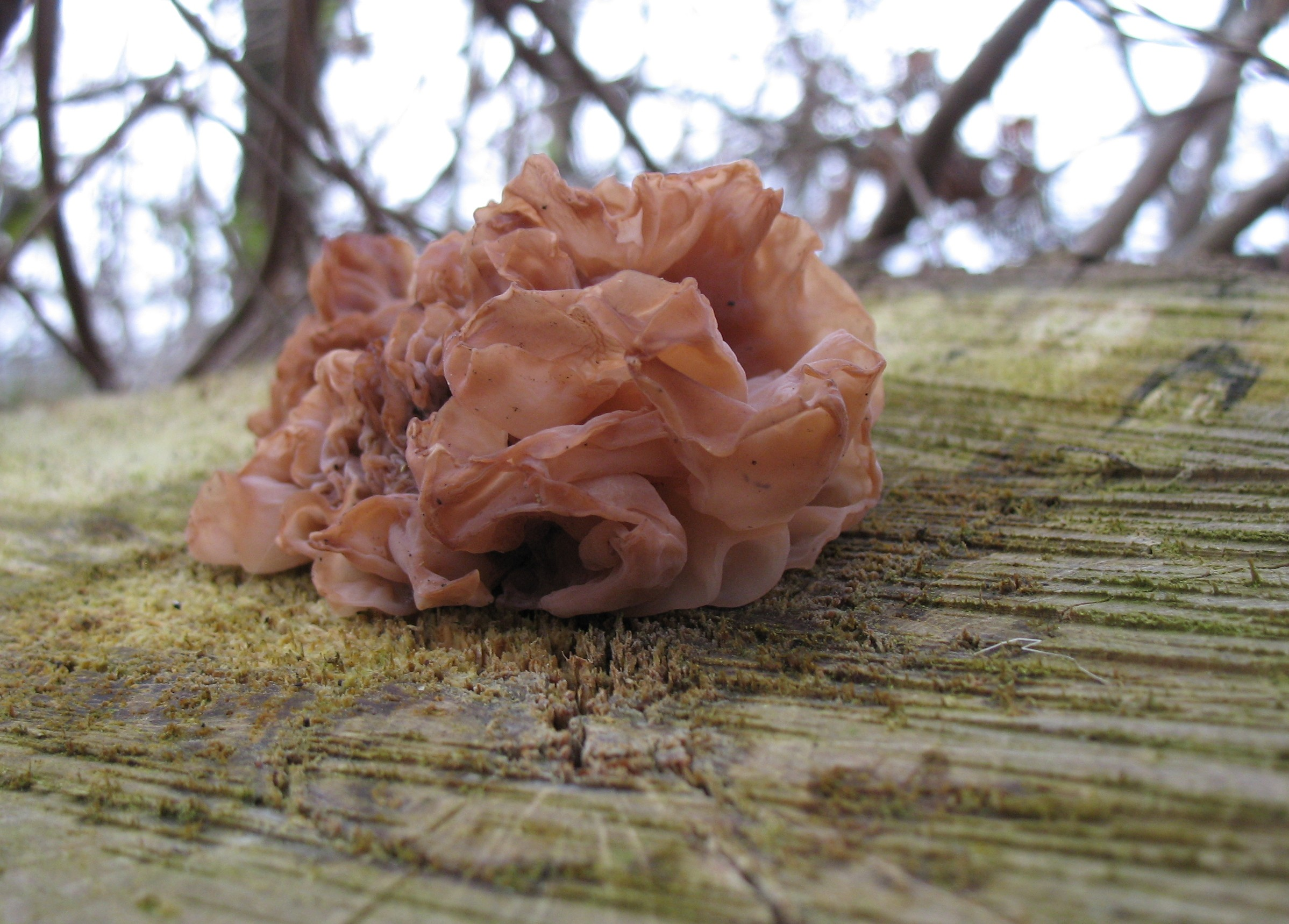
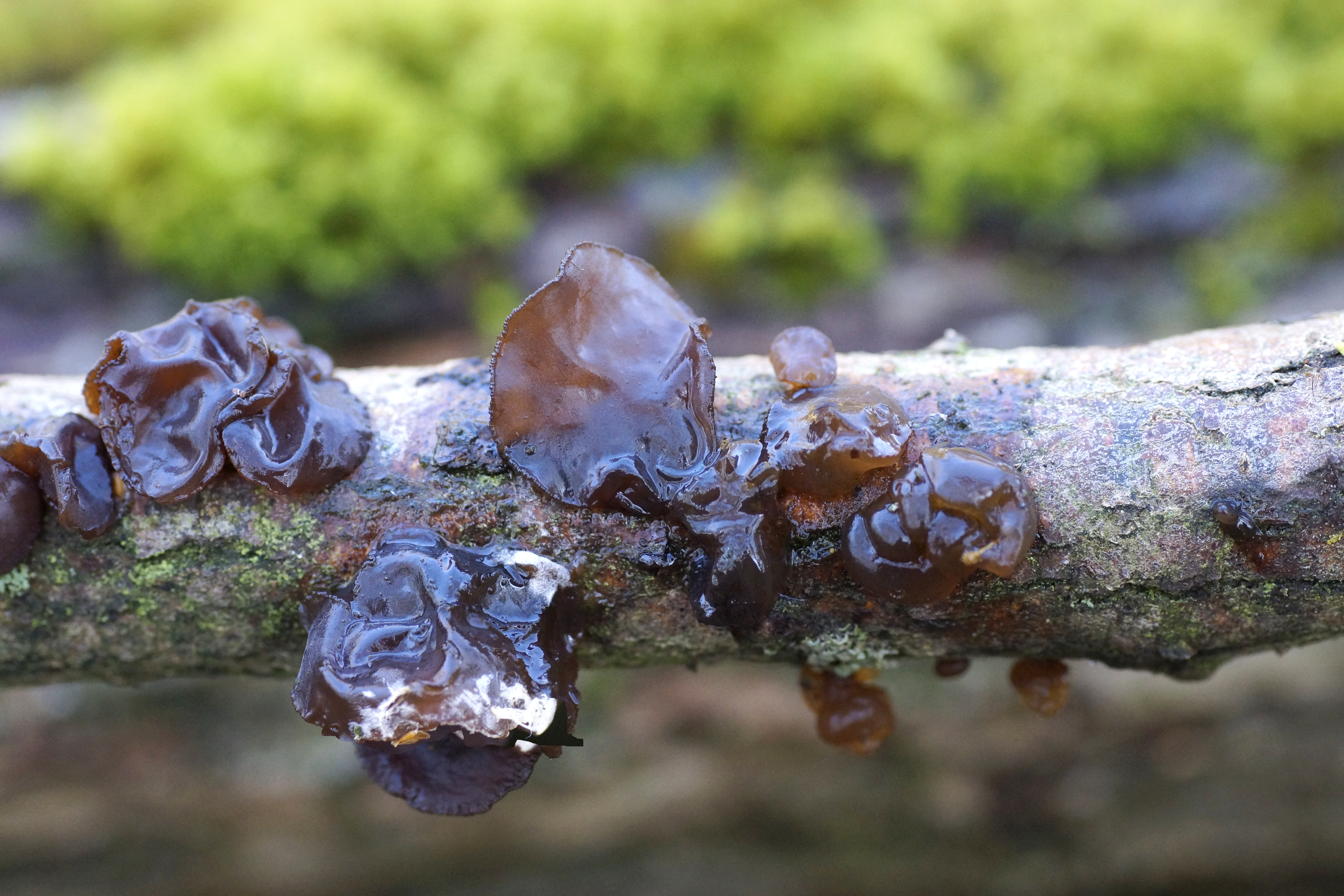